# Alain Oreille
Alain Oreille (* 22. April 1953 in Martigues) ist ein ehemaliger französischer Rallyefahrer.

## Karriere

### Rallyesport
Alain Oreille begann seine Laufbahn 1974 und fuhr bis 1996 Autorennen. Zweimal, 1989 und 1990, gewann er die Fahrer-Weltmeisterschaft für Gruppe-N-Fahrzeuge. In den 1990er-Jahren war er, der meistens mit seiner Ehefrau Sylvie als Copilotin fuhr, Werksfahrer bei Renault in der französischen Rallyemeisterschaft.
Mit seinem Sieg bei der Rallye Elfenbeinküste 1989 – damals ein Lauf zu Rallye-Weltmeisterschaft – schrieb Oreille Motorsportgeschichte. Er blieb der einzige Rallyefahrer, der mit einem Gruppe-N-Fahrzeug (Renault 5 GT Turbo) einen Weltmeisterschaftslauf gewinnen konnte.